# Åke Sundqvist (konstnär)
Åke Elias Sundqvist, född 20 februari 1906 Gällivare församling i Norrbottens län, död 8 april 1982 i Malmbergets församling, var en svensk gruvarbetare, träsnidare och tecknare.

## Biografi
Sundqvist föddes i Malmberget som son till gruvarbetaren Jonas Sundqvist och hans hustru 
Amanda Katarina, född Östensson. Han började vid LKAB:s gruva i Malmberget 1922 och arbetade under jord innan han 1963 befordrades till gruvfogde, fram till pensioneringen sysselsatt med ritningsarbete på kontoret. Redan i folkskolan hade Sundqvist visat konstnärliga talanger och ägnade tiden utanför arbetet åt att skapa ett stort antal reliefer och träskulpturer, föreställande både lokala original såväl som rikskända personer.

## Utmärkelser
- 1973 – Gällivares kulturstipendiat[4]

## Galleri

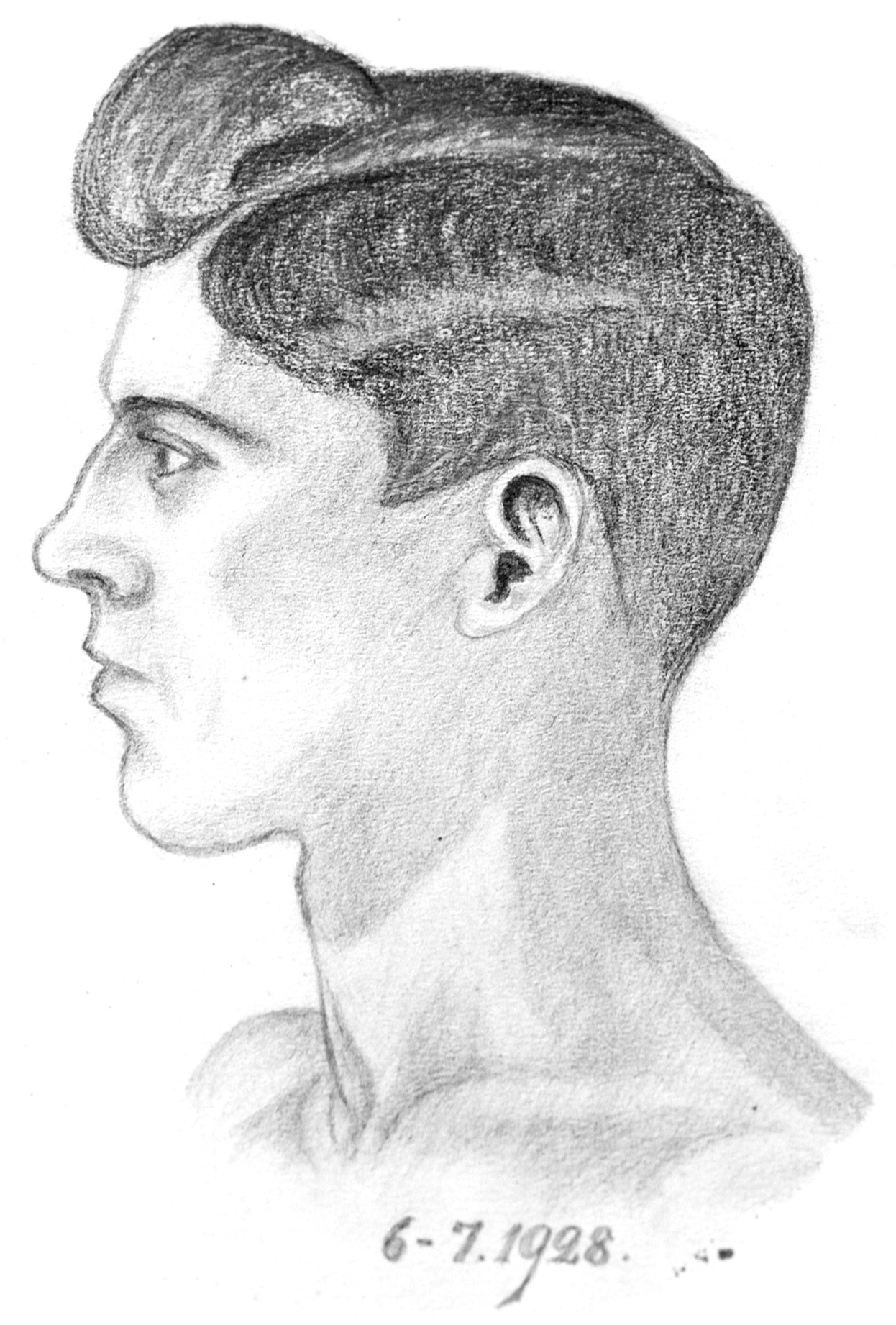
Självporträtt 1928
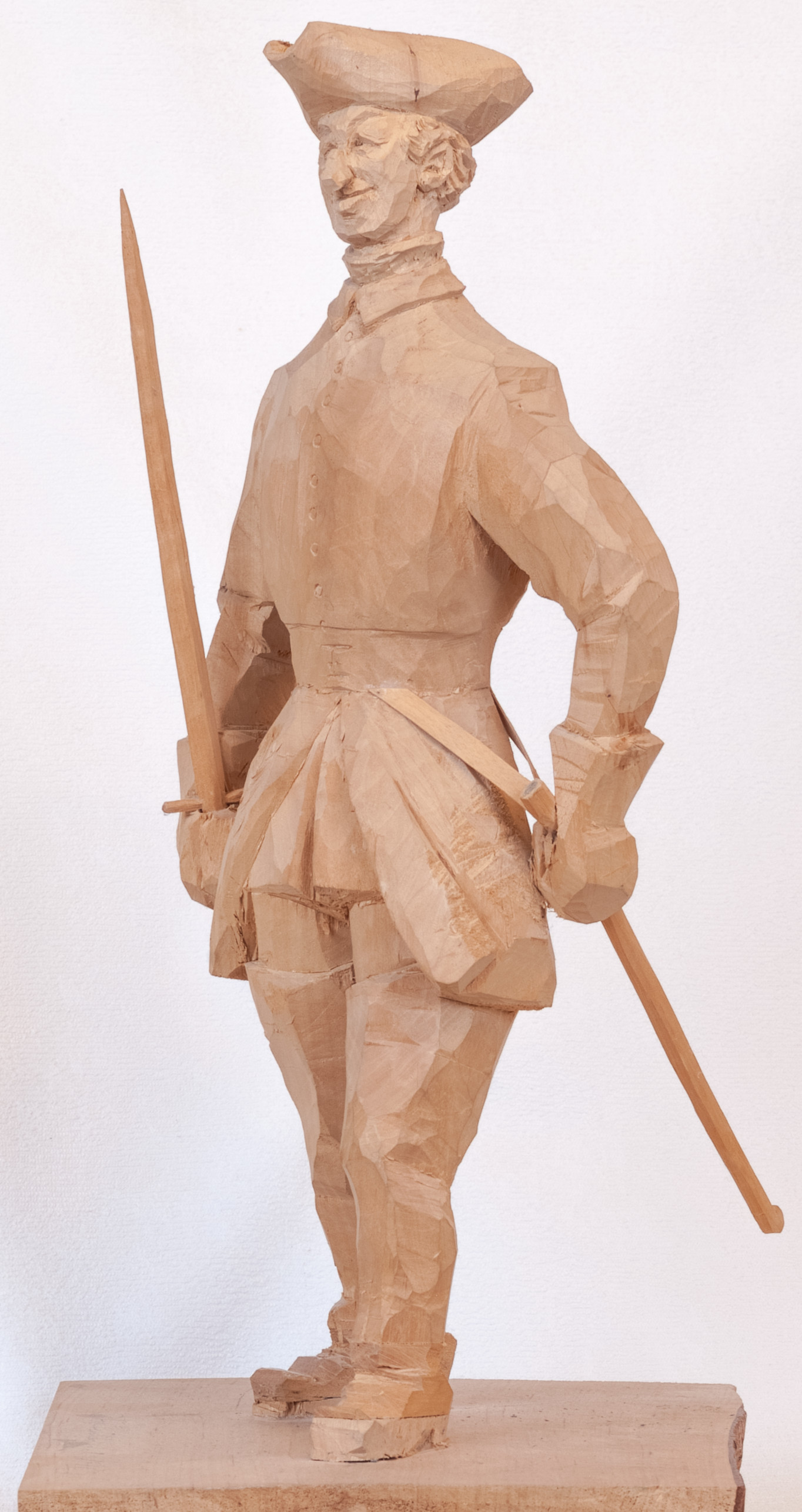
Karl XII
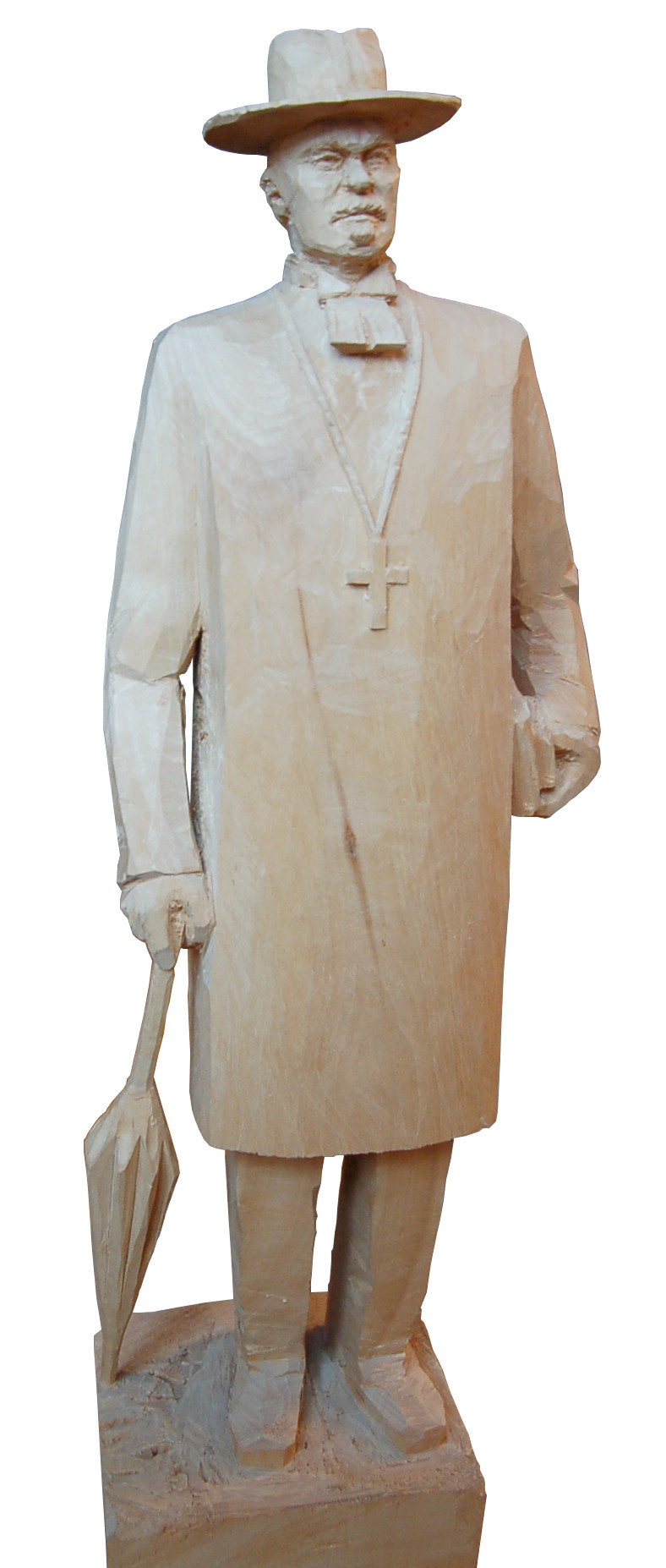
Biskop Olof Bergqvist
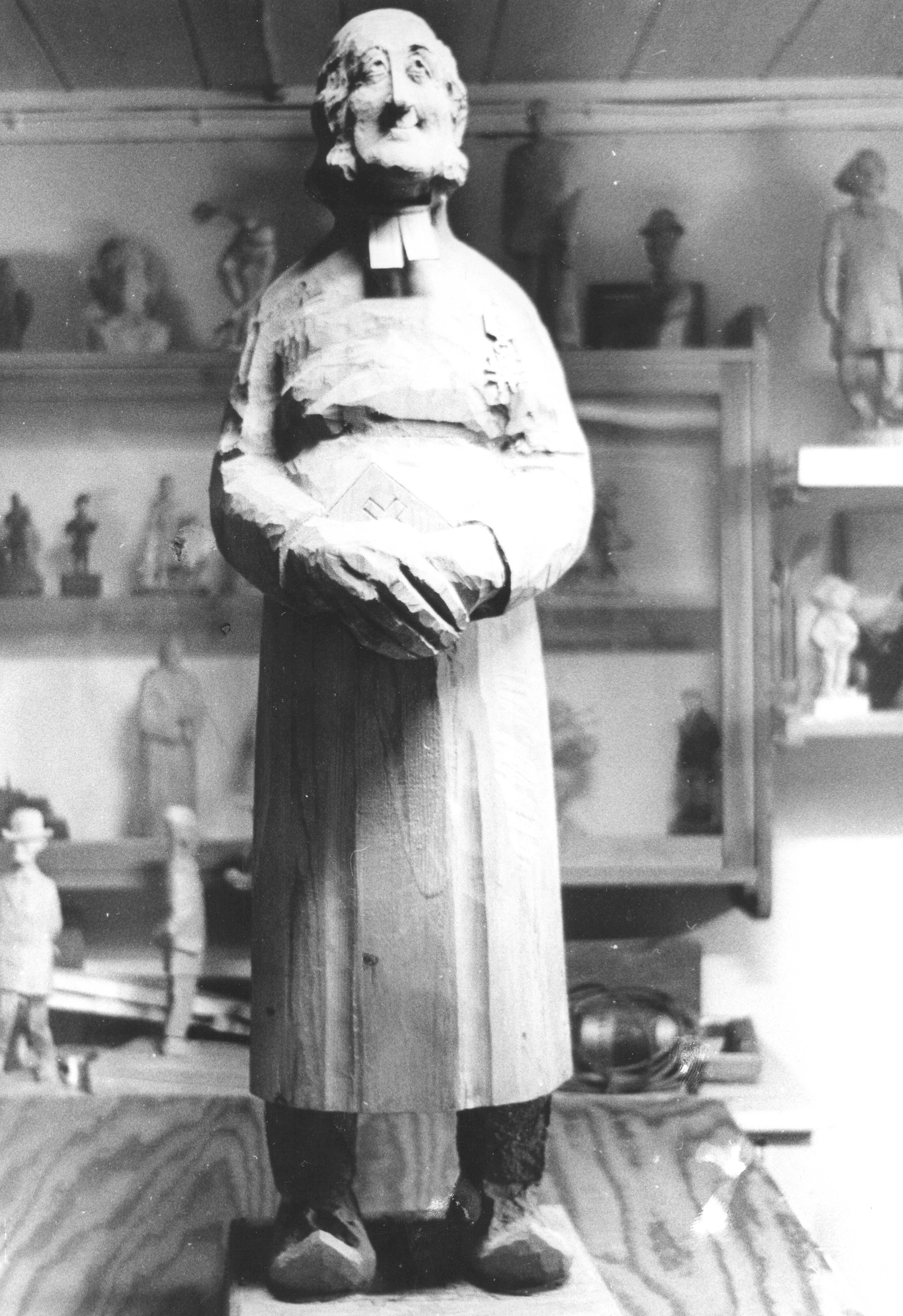
Lars Levi Læstadius
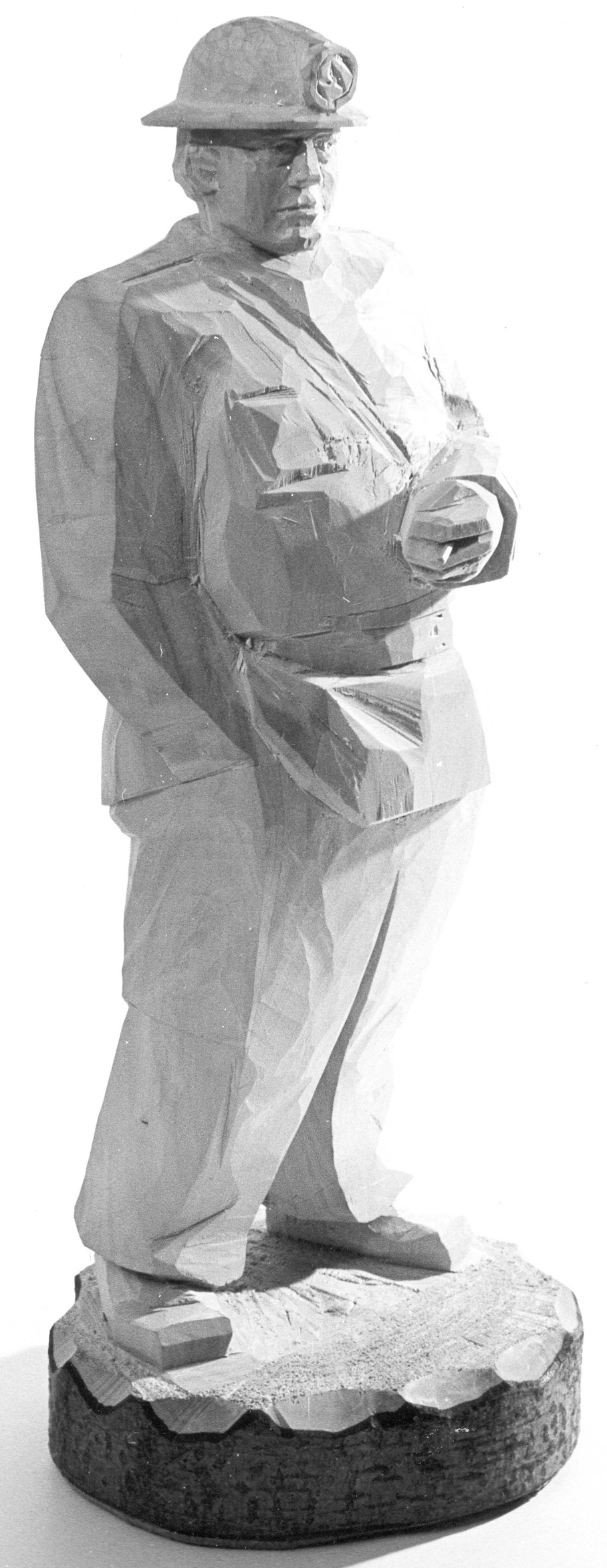
Bergsingenjör Birger von Post
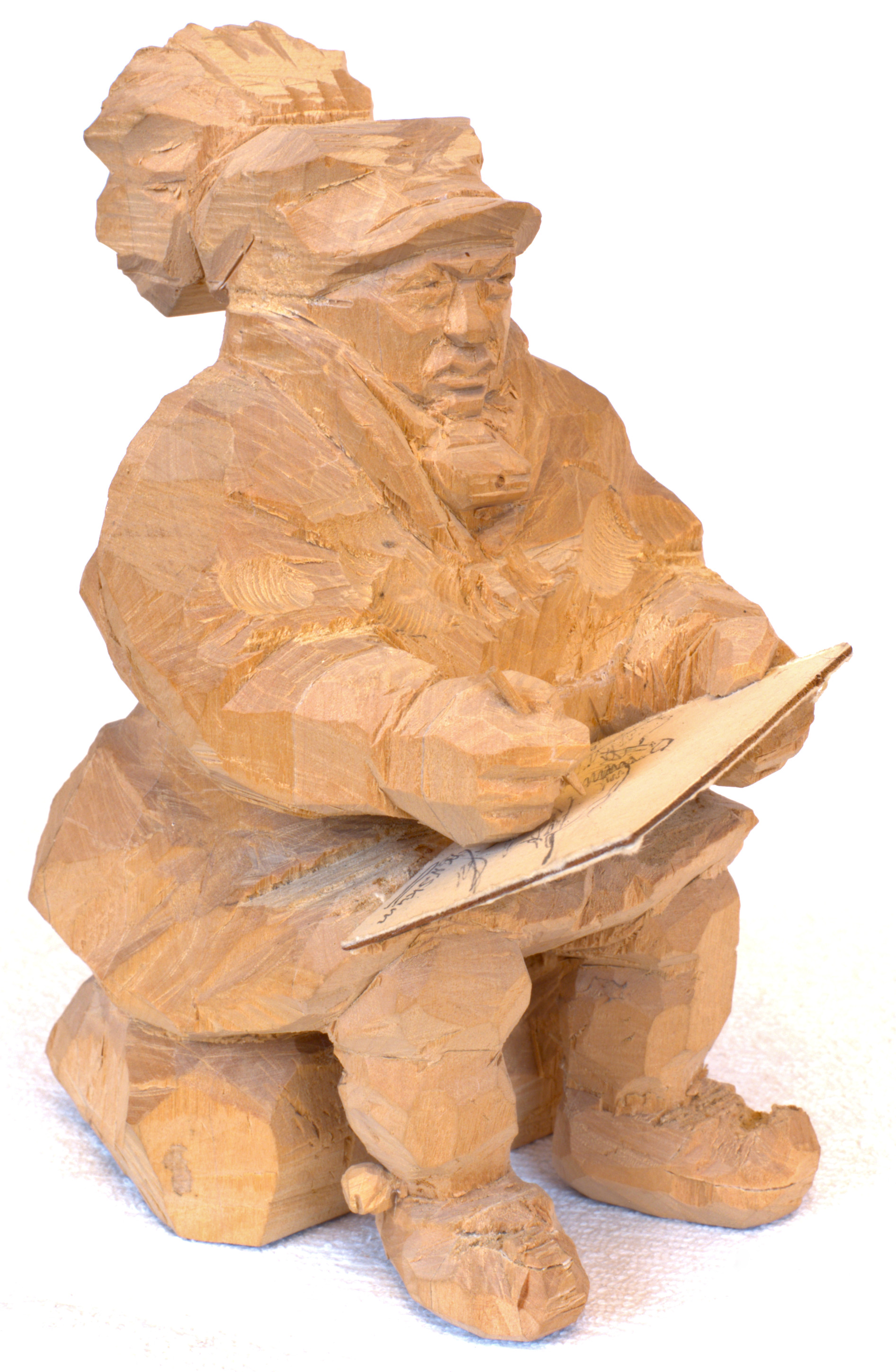
Nils Nilsson Skum
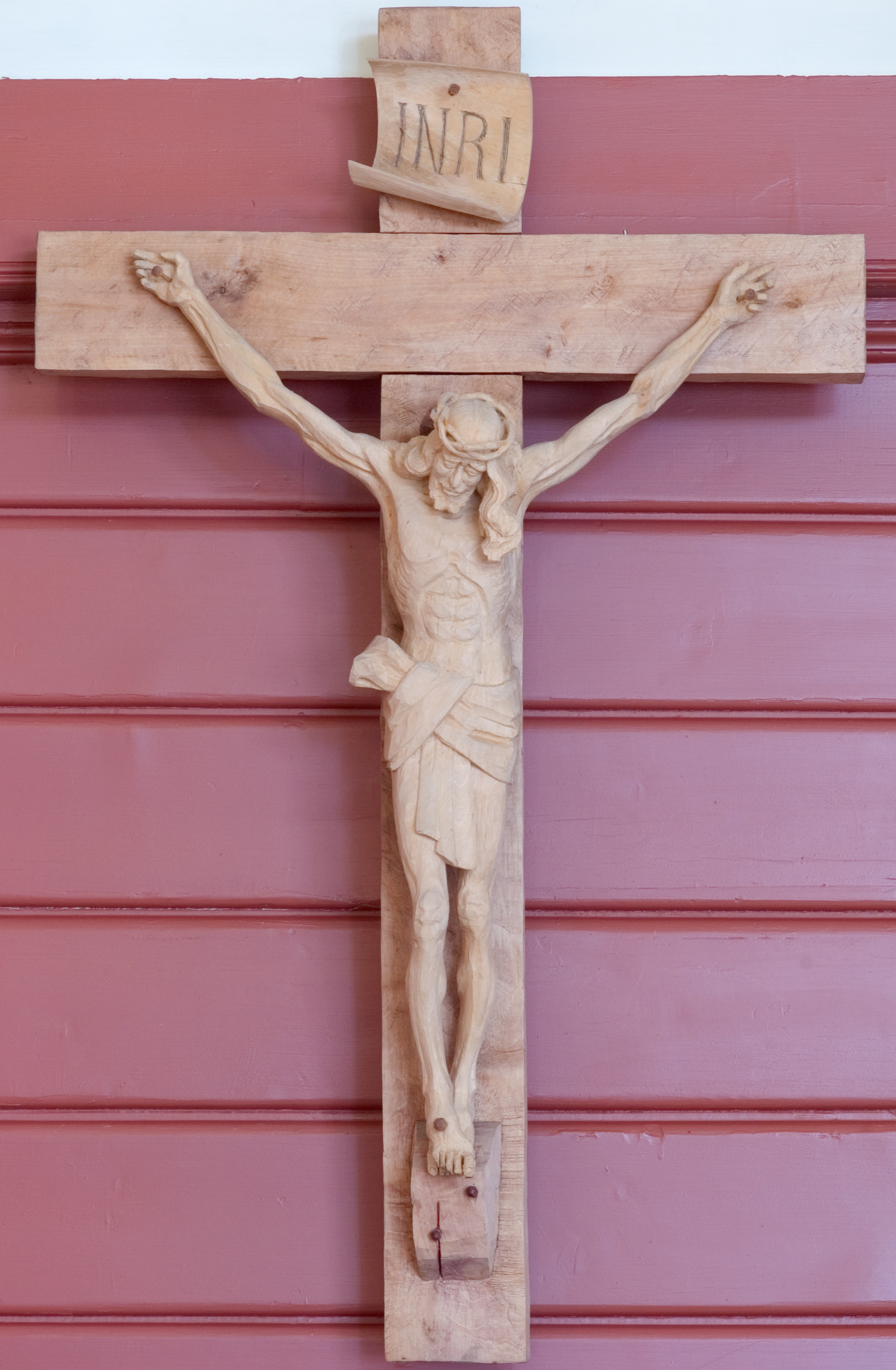
Krucifix avsett för Kiruna kyrka 1955